# بیماری‌های سیستمیک
بیماری‌های سیستمیک (به انگلیسی: Systemic disease) بیماری‌هایی هستند که به‌طور همزمان چند اندام و بافت گوناگون بدن یا همهٔ بدن را هدف قرار می‌دهند.

## نمونه‌های بیماری‌های سیستمیک
- کم‌خونی داسی‌شکل
- تصلب شرایین
- آرتریت روماتوئید
- ایدز
- بیماری گریوز
- کولیت زخمی
- دیابت
- سارکوئیدوز
- التهاب رگ
- خستگی مزمن

## شناسایی بیماری‌های سیستمیک
بررسی منظم وضعیت چشم‌ها کمک به‌سزایی به شناسایی بیماری‌های سیستمیک ممکن در بدن می‌نماید، زیرا چشم انسان از تعداد بسیاری بافت‌های گوناگون ساخته شده‌است. بررسی دگرگونی در وضعیت و ظاهر ناخن‌ها نیز در شناسایی بیماری‌های سیستمیک از دوران‌ها گذشته (۵۰۰ سال پیش از میلاد مسیح) کاربرد داشته‌است. یکی دیگر از نشانه‌های بروز بیماری‌های سیستمیک، دگرگونی و پدید آمدن حفره بر روی سطح دستگاه پوششی است.